# NGC 2873
NGC 2873 est une galaxie spirale barrée située dans la constellation du Lion. NGC 2873 a été découverte par l'astronome irlandais R. J. Mitchell en 1857.

## Caractéristiques
Sa vitesse par rapport au fond diffus cosmologique est de3 550 ± 22 km/s, ce qui correspond à une distance de Hubble de 52,4 ± 3,7 Mpc (∼171 millions d'al).

### Classification

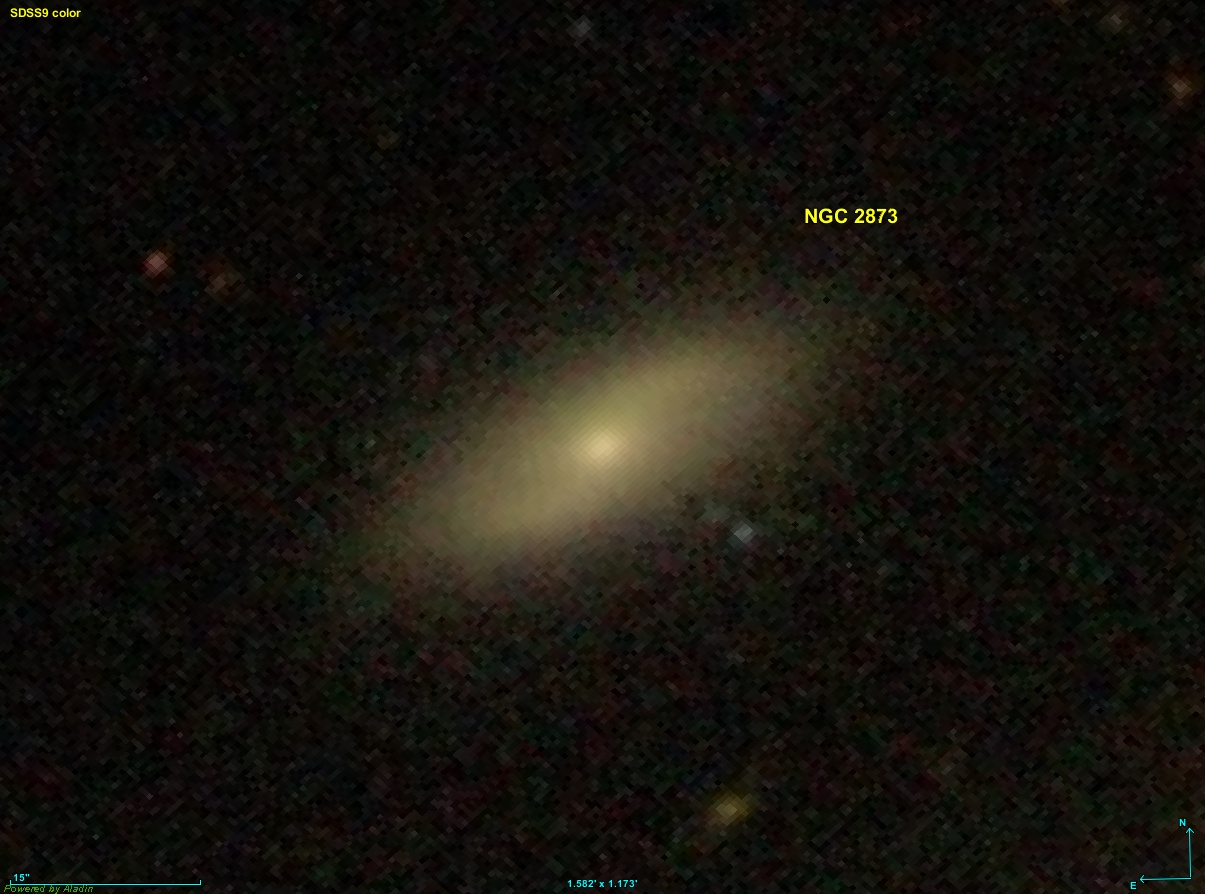
On devine la présence de bras spiraux et même d'une barre sur ce gros plan de NGC 2873.

NGC 2873 est classé comme une galaxie lenticulaire (S0/a) par la base de données NASA/IPAC et comme spirale par Wolfgang Steinicke et même comme une spirale barrée par HyperLeda (SBab). Sur l'image des trois galaxies (NGC 2782, 2873 et 2874) qui se situent dans cette région, on ne voit pas très nettement de bras spiraux pour NGC 2873, mais il en est autrement si on regarde un gros plan de cette dernière. On devine deux bras spiraux très pâles et même une barre qui traverse le centre de cette galaxie.

## Paire de galaxies?
Les galaxies NGC 2872 et NGC 2873 sont rapprochées sur la sphère céleste et elles sont à des distances similaires de la Voie lactée. Bien qu'aucune des sources consultées ne le mentionne, elles pourraient former une paire physique de galaxies.